# 152290 Lorettaoberheim
152290 Lorettaoberheim este o planetă minoră (asteroid) din centura de asteroizi. A fost descoperită pe 1 octombrie 2005 la Catalina Station⁠(d) de Richard Kowalski⁠(d). 
Obiectul prezintă o orbită caracterizată de o semiaxă mare de 2,7327851232279 UAi, o excentricitate de 0,12905326392294, o înclinație de 4,3195739216636 ° în raport cu ecliptica.